# Hedwigia detonsa
Hedwigia detonsa är en bladmossart som beskrevs av William Russell Buck och J.C. Norris 1996. Hedwigia detonsa ingår i släktet Hedwigia och familjen Hedwigiaceae. Inga underarter finns listade i Catalogue of Life.